# Dicranomyia (Dicranomyia) gladiator
Dicranomyia (Dicranomyia) gladiator is een tweevleugelige uit de familie steltmuggen (Limoniidae). De soort komt voor in het Nearctisch gebied.